# Cmentarz żydowski w Zabrzu
Cmentarz żydowski w Zabrzu – cmentarz żydowski w Zabrzu w dzielnicy Zandka położony przy ul. Cmentarnej. Kirkut ten został założony w 1871 roku. Powodem jego założenia było powstanie gminy żydowskiej w Zabrzu oraz utrudnienia w grzebaniu zmarłych, gdyż najbliższe kirkuty znajdowały się wówczas w Bytomiu i Gliwicach. Działka na cmentarz została podarowana gminie żydowskiej przez księcia Guidona Henckla von Donnersmarcka. Większością spraw związanych z uroczystościami pogrzebowymi zajmowało się Święte Bractwo "Chewra Kadisza". Wyjątkowość tego kirkutu wynika z zestawienia w jednym miejscu skromnych macew z monumentalnymi grobowcami rodzinnymi, które należy uznać za symbol częściowej asymilacji społeczności żydowskiej z pruską. Cmentarz zajmuje powierzchnię ok. 2,2 ha.

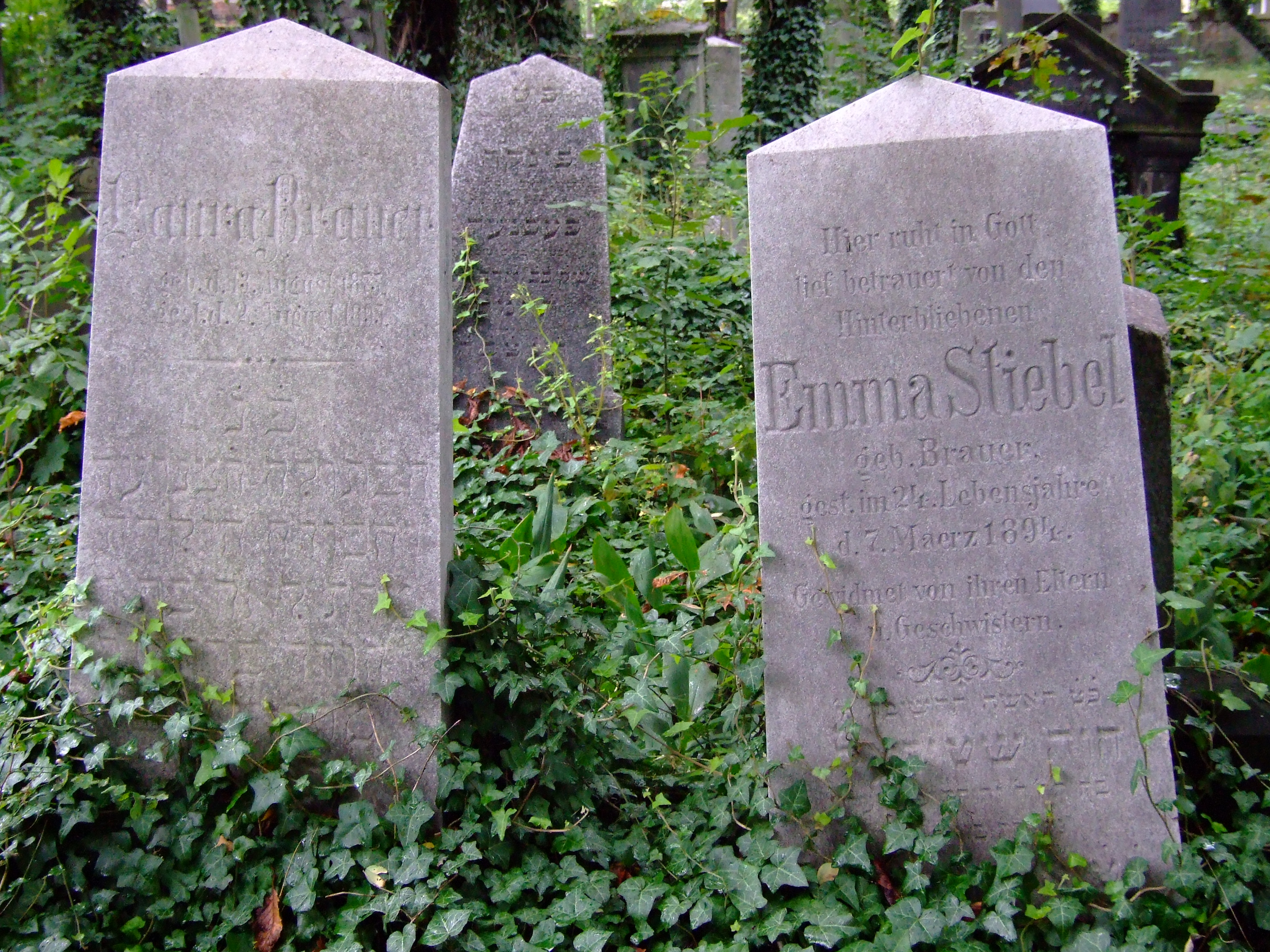
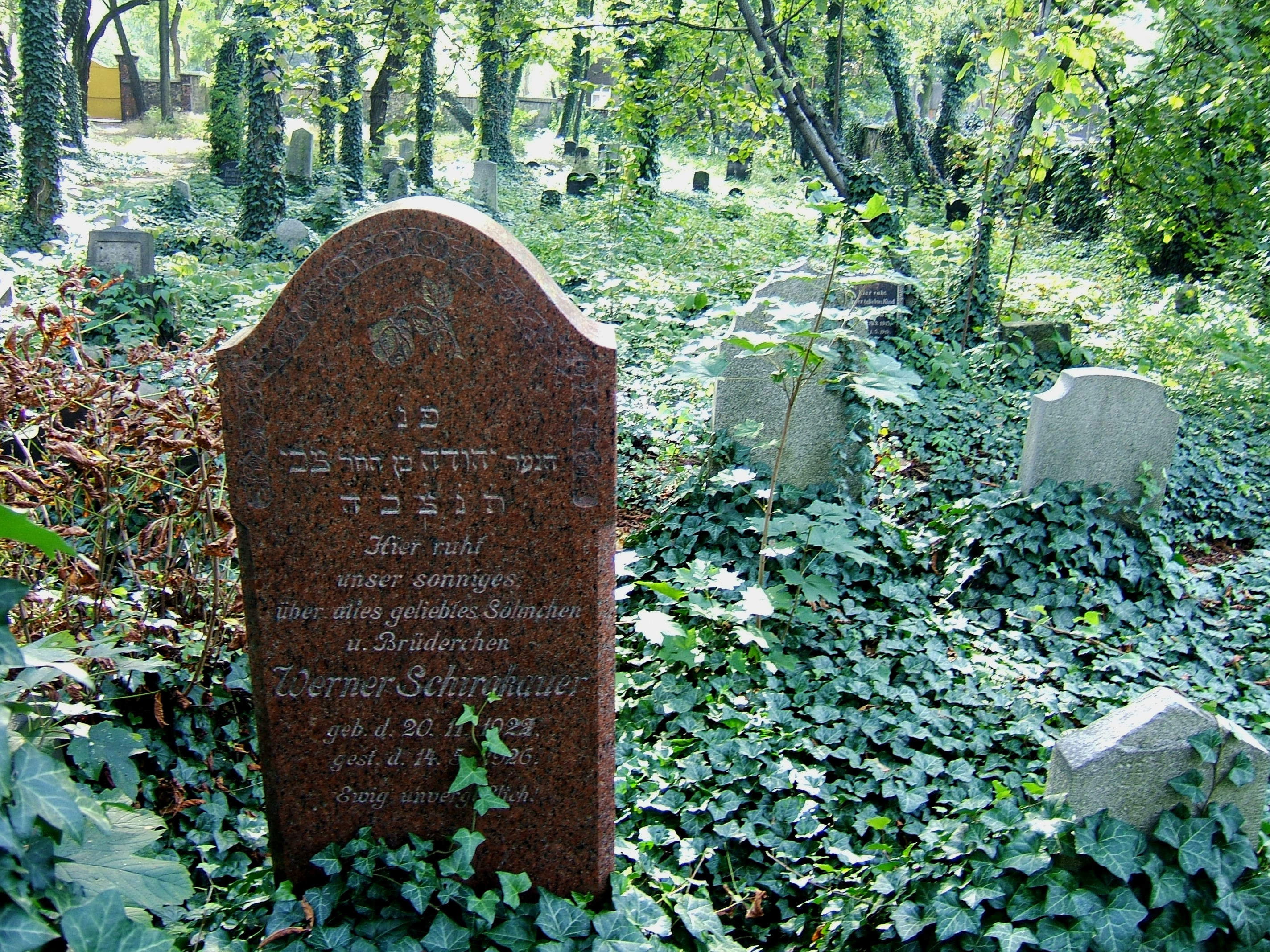
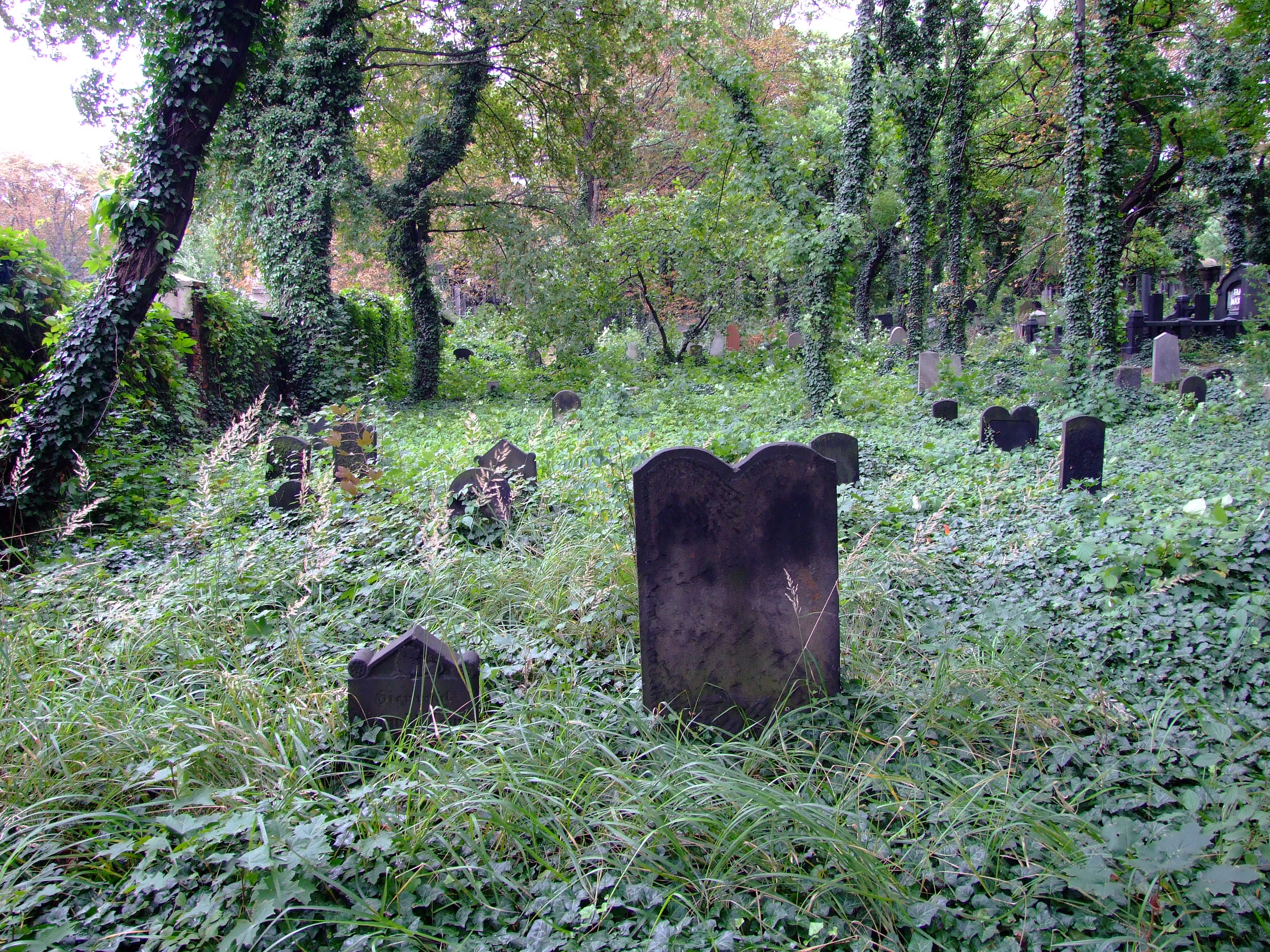
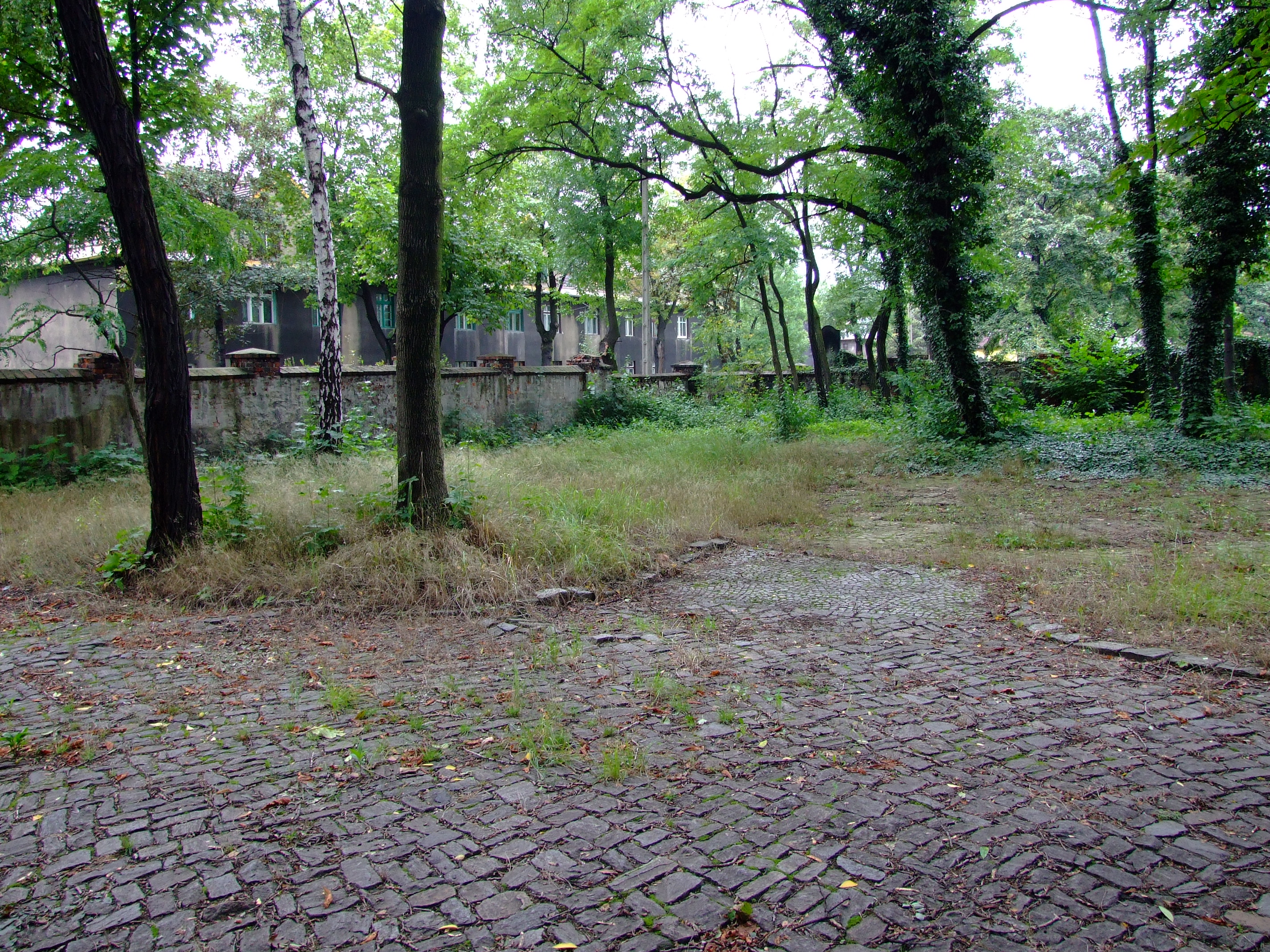

Pogrzeby odbywały się tutaj od roku 1871 do 1954, w którym to zaprzestano grzebania zmarłych na tym cmentarzu. W 14 kwaterach pochowany zostało ponad 678 osób. Na cmentarzu zachowało się około 500 nagrobków. Najstarszymi nagrobkami są nagrobki Helene Schüller z 1871 r. oraz  Moritza Adlera i Johanny Friedmann, obojga zmarłych w 1872 r.
W przeszłości cmentarz był pozbawiony opieki, co przyśpieszyło jego dewastację, a wiele marmurowych i granitowych nagrobków zostało skradzionych. W latach 1991–1992 dwukrotnie zniszczono cmentarz. Od 1989 r. opiekę nad cmentarzem sprawuje Społeczny Komitet Opieki nad Cmentarzem Żydowskim w Zabrzu. Na terenie cmentarza rośnie 266 drzew 13 gatunków.

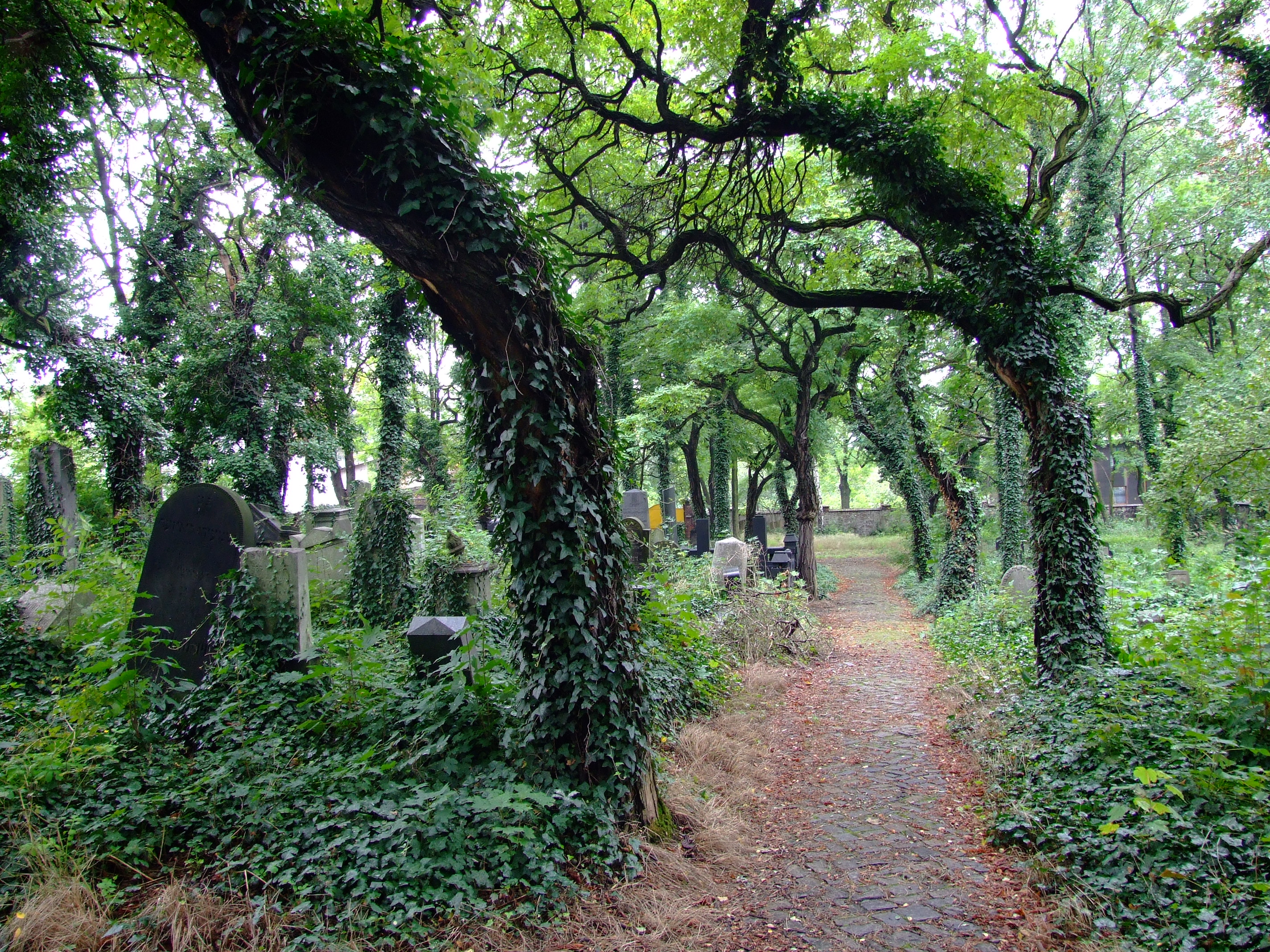
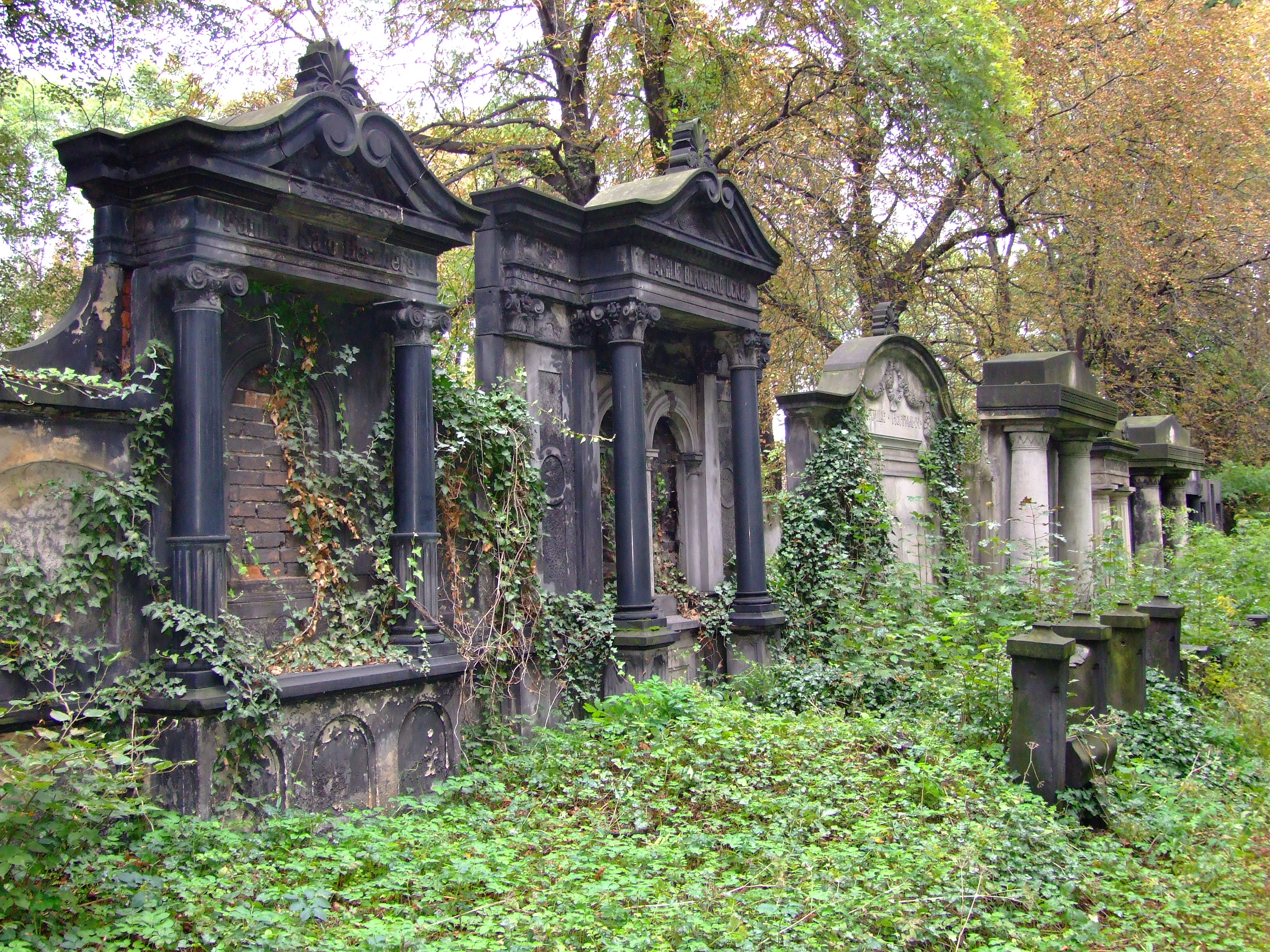
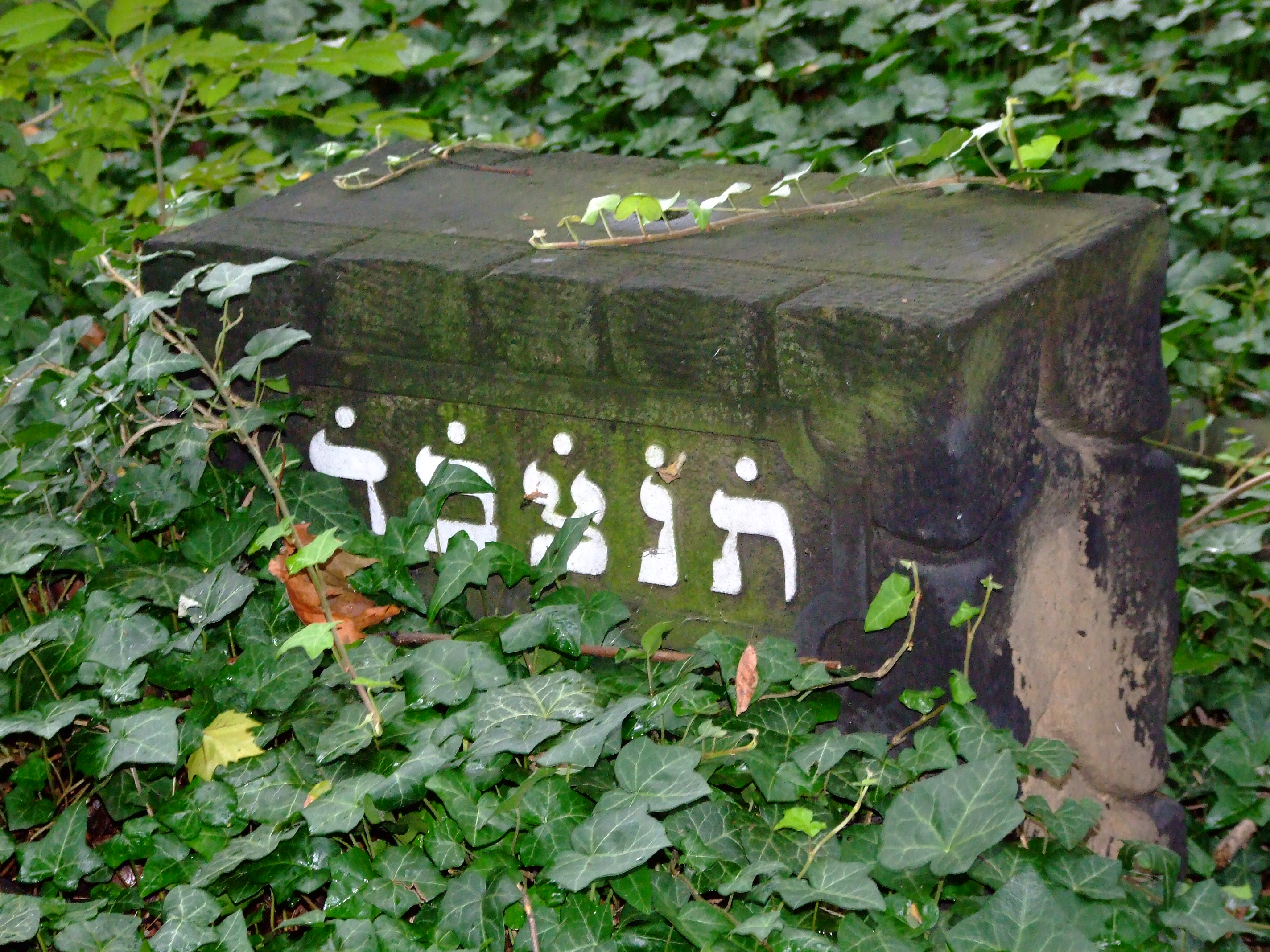
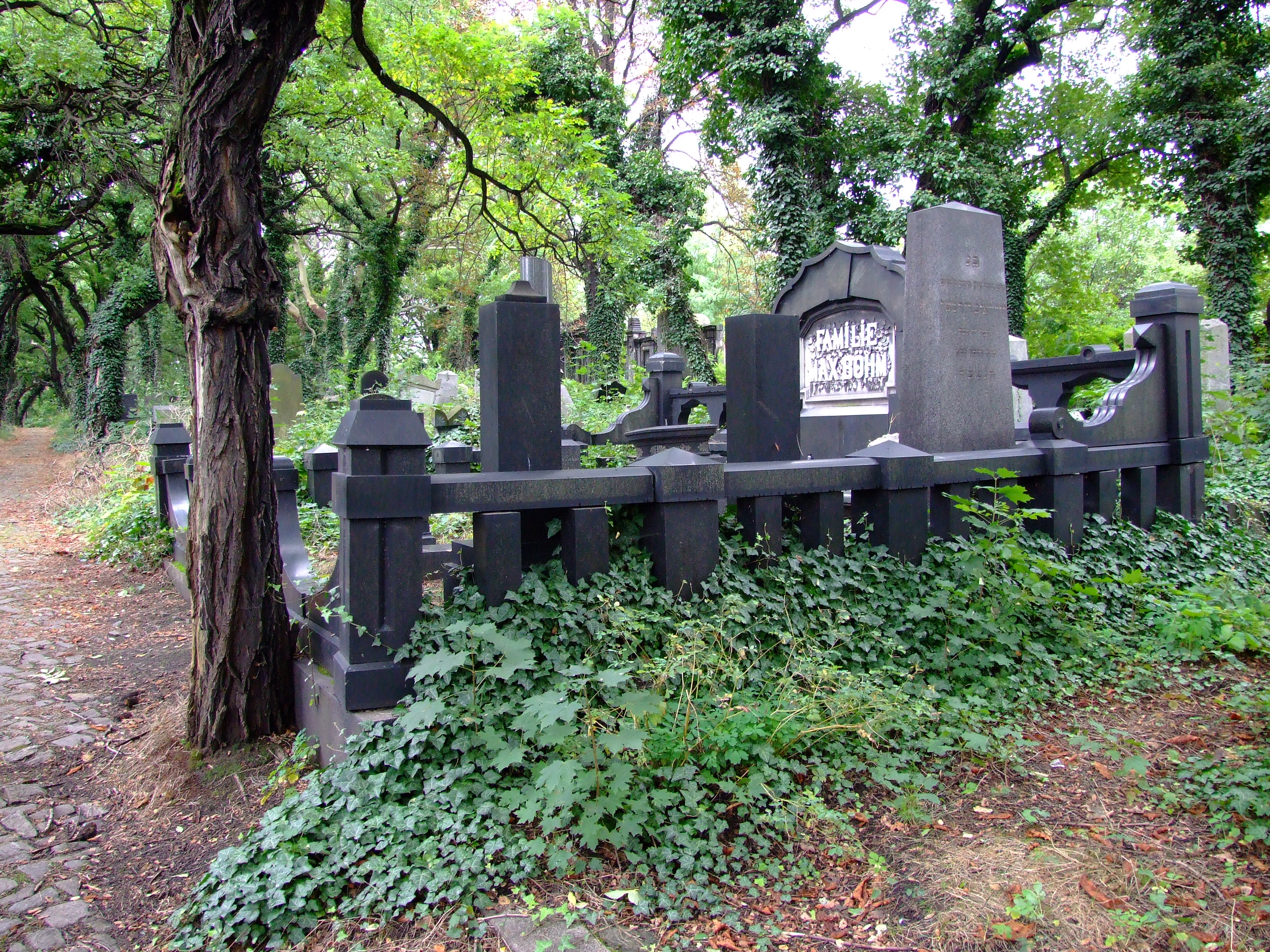